# Incestophantes ancus
Incestophantes ancus là một loài nhện trong họ Linyphiidae.
Loài này thuộc chi Incestophantes. Incestophantes ancus được Andrei V. Tanasevitch miêu tả năm 1996.